# Nordstrom
Nordstrom, Inc. est une chaîne de magasins aux États-Unis. Elle se consacrait à l'origine aux chaussures mais s'est diversifiée par la suite dans les accessoires, les vêtements, les sacs, la bijouterie, les cosmétiques et les parfums. Elle concurrence les firmes Bloomingdale's, Neiman Marcus, Saks Fifth Avenue et Lord & Taylor. Le siège social de l'entreprise se trouve dans le centre de Seattle dans l'État de Washington.

## Histoire
Le premier magasin fut ouvert en 1901 à Seattle sous le nom de Wallin & Nordstrom par deux immigrés suédois, Johan Wilhelm Nordström, dit John Nordstrom, et son associé Carl F. Wallin. Une seconde boutique fut ouverte dans la même ville en 1923.
En 1928, John Nordstrom se retira laissant ses parts à deux de ses fils, Everett W. et Elmer J. L'année suivante, les deux frères rachètent les parts de Carl F. Wallin avant d'être rejoints par leur dernier frère, Lloyd N. en 1932. Ils vont diriger la compagnie tous les trois pendant une quarantaine d'années.
En 1958, la compagnie possédait 8 magasins dans deux états mais son activité restait limitée à la vente de chaussures. La vente de vêtements fut mise en place en 1963 et en 1969 le nom de Nordstrom Best fut adopté pour la société.
En 1973, la compagnie fut cotée au NASDAQ avant de l'être au New York Stock Exchange en 1999[réf. nécessaire].
En 2012, Nordstrom annonce officiellement qu'elle étendra ses activités au Canada. Des rénovations dépassant les 100 millions de dollars seront entreprises au Centre Rideau, à Ottawa, et le Chinook Centre (en) à Calgary sera préparé afin d'ouvrir la première succursale au pays, prévue en 2014.
En mai 2015, TD acquiert les activités bancaires et de cartes de crédit de Nordstrom pour un montant inconnu.
En mars 2023, Nordstrom annonce fermer tous ses magasins au Canada.